# 南投秋海棠
南投秋海棠（学名：Begonia nantoensis）是秋海棠科秋海棠属的植物。为台灣特有植物，分布在台湾，目前尚未由人工引种栽培。